# Clarissa Selwynne
Clarissa Selwynne, nata Clarissa Schultz (Londra, 26 febbraio 1886 – Los Angeles, 13 giugno 1948), è stata un'attrice inglese.

## Biografia
Nata a Londra, lavorò negli Stati Uniti e più raramente nel Regno Unito. Attrice caratterista, nella sua carriera cinematografica si contano quasi un centinaio di film interpretati dal 1913, il suo debutto sullo schermo, fino al 1937, anno della sua ultima apparizione in un piccolo ruolo in Call It a Day, film della WB diretto da Archie Mayo.
Clarissa Selwynne morì a Los Angeles il 13 giugno 1948 all'età di 62 anni.

## Filmografia
La filmografia - basata su IMDb - è completa
- His Choice, regia di Hubert von Herkomer (1913)
- The Grit of a Dandy, regia di Hubert von Herkomer (1914)
- Hearts in Exile, regia di James Young (1915)
- The Life of an Actress, regia di Charles Weston (1915)
- Her Own Way, regia di Herbert Blaché (1915)
- The Running Fight, regia di James Durkin (1915)
- The Master Hand, regia di Harley Knoles (1915)
- Her Great Match, regia di René Plaissetty (1915)
- The Flash of an Emerald, regia di Albert Capellani (1915)
- Driftwood, regia di Marshall Farnum (1916)
- L'esiliato (The Come-Back), regia di Fred J. Balshofer (1916)
- The Masked Rider, regia di Fred J. Balshofer (1916)
- Gloriana, regia di E. Mason Hopper (1916)
- The Woman He Feared, regia di Harry F. Millarde (1916)
- The Wax Model, regia di E. Mason Hopper (1917)
- The Double Standard, regia di Phillips Smalley (1917)
- The Curse of Eve, regia di Frank Beal (1917)
- The Calendar Girl, regia di Rollin S. Sturgeon (1917)
- Princess Virtue, regia di Robert Z. Leonard (1917)
- Face Value, regia di Robert Z. Leonard (1917)
- A Weaver of Dreams, regia di John H. Collins (1918)
- The Bride's Awakening, regia di Robert Z. Leonard (1918)
- The White Man's Law, regia di James Young (1918)
- Smashing Through
- The Love Swindle, regia di John Francis Dillon (1918)
- The Talk of the Town, regia di Allen Holubar (1918)
- Mother, I Need You, regia di Frank Beal (1918)
- Sulle ceneri del passato (Creaking Stairs), regia di Rupert Julian (1919)
- The Scarlet Shadow, regia di Robert Z. Leonard (1919)
- The Parisian Tigress, regia di  Herbert Blaché (1919)
- Big Little Person, regia di Robert Z. Leonard (1919)
- Girls, regia di Walter Edwards (1919)
- Home, regia di Lois Weber (1919)
- Bonnie Bonnie Lassie, regia di Tod Browning (1919)
- The Black Gate, regia di Theodore Marston (1919)
- The Cup of Fury, regia di T. Hayes Hunter (1920)
- Dangerous Days, regia di Reginald Barker (1920)
- Out of the Storm, regia di William Parke (1920)
- The Marriage of William Ashe, regia di Edward Sloman (1921)
- Society Secrets, regia di Leo McCarey (1921)
- Straight from Paris, regia di Harry Garson (1921)
- Sacred and Profane Love
- Queenie, regia di Howard M. Mitchell (1921)
- The Lure of Jade
- Two Kinds of Women, regia di Colin Campbell (1922)
- Up and at 'Em, regia di William A. Seiter (1922)
- The Woman Conquers, regia di Tom Forman (1922)
- The Brass Bottle, regia di Maurice Tourneur (1923)
- Why Women Remarry
- Black Oxen, regia di Frank Lloyd (1923)
- Girls Will Be Girls, regia di Edward Laemmle (1924)
- Secrets, regia di Frank Borzage (1924)
- Lord Brummel (Beau Brummel), regia di Harry Beaumont (1924)
- La signorina Mezzanotte (Mademoiselle Midnight), regia di Robert Z. Leonard (1924)
- The Dangerous Flirt, regia di Tod Browning (1924)
- The Fast Worker, regia di William A. Seiter (1924)
- The Last Man on Earth, regia di J.G. Blystone (1924)
- One Glorious Night
- You Can't Get Away with It, regia di Rowland V. Lee (1924)
- Sackcloth and Scarlet, regia di Henry King (1925)
- Scandal Proof
- The Lucky Horseshoe, regia di John G. Blystone (1924)
- We Moderns
- The Fate of a Flirt
- Broadway Lady
- Infatuation, regia di  Irving Cummings (1925)
- High Steppers
- A Poor Girl's Romance
- Quarantined Rivals, regia di Archie Mayo (1927)
- Resurrezione (Resurrection), regia di Edwin Carewe (1927)
- Biricchina ma simpatica  (Naughty But Nice), regia di Millard Webb (1927)
- The Crystal Cup
- La danzatrice degli dei (The Devil Dancer), regia di Fred Niblo (1927)
- Veglia di Capodanno (The Heart of a Follies Girl), regia di John Francis Dillon (1928)
- Broadway Daddies
- Glorious Betsy
- La parata dei peccatori
- The Baby Cyclone
- Jazz Mad, regia di F. Harmon Weight (1928)
- Confessions of a Wife
- My Man, regia di Archie Mayo (1928)
- Come Across
- Trappola d'amore (The Love Trap), regia di William Wyler (1929)
- Hard to Get, regia di William Beaudine (1929)
- Nel Mar dei Sargassi (The Isle of Lost Ships), regia di Irvin Willat (1929)
- Amore di domani (Lilies of the Field), regia di Alexander Korda (1930)
- The Man Called Back
- Tom Mix alla riscossa, regia di Kurt Neumann (1932)
- Slightly Married
- Infedele (Cynara), regia di King Vidor (1932)
- Quando una donna ama
- I Give My Love
- Jane Eyre l'angelo dell'amore
- Melody of My Heart
- Everything Is Rhythm
- Everything in Life
- Sporting Love
- One Good Turn, regia di Alfred J. Goulding (1936)
- Regina della notte (Women of Glamour), regia di Gordon Wiles (1937)
- Call It a Day, regia di Archie Mayo (1937)

## Spettacoli teatrali
- My Lady's Dress, di Edward Knoblauch (Broadway, 10 ottobre 1914)